# 贝尔蒙 (上索恩省)
贝尔蒙（法語：Belmont，法語發音：[bɛlmɔ̃] ⓘ）是法国上索恩省的一个市镇，属于吕尔区。

## 地理
贝尔蒙（47°47'13"N, 6°30'13"E）面积4.5 平方千米，位于法国勃艮第-弗朗什-孔泰大區上索恩省，该省份为法国东部内陆省份，北起顺时针与孚日省、贝尔福地区省、杜省、汝拉省、科多尔省和上马恩省接壤。
与贝尔蒙接壤的市镇（或旧市镇、城区）包括：拉科比耶尔、朗特诺、拉朗泰讷和莱萨尔蒙、马尼夫赖、里尼奥韦勒。
贝尔蒙的时区为UTC+01:00、UTC+02:00（夏令时）。

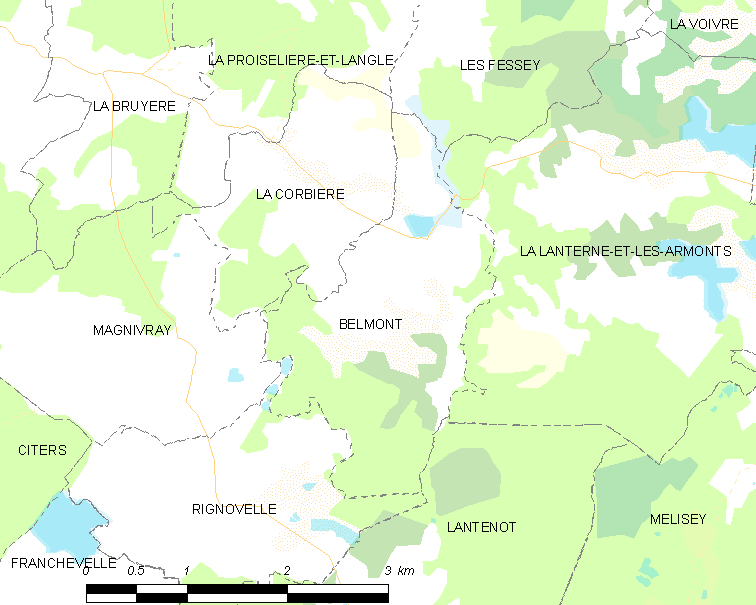
贝尔蒙的OSM定位图

## 行政
贝尔蒙的邮政编码为70270，INSEE市镇编码为70062。

## 政治
贝尔蒙所属的省级选区为梅利塞县。

## 人口

1962-2008年间贝尔蒙人口变化图示

贝尔蒙于2022年1月1日时的人口数量为141人。